# 阿毘達磨大毘婆沙論
《阿毘達磨大毘婆沙論》，又稱為《大毘婆沙論》、《毘婆沙論》（「毘」又作「毗」，「阿毘達磨」又作「阿毘曇」，「毘婆沙」又作「鞞婆沙」），是說一切有部根本論書《發智論》的注釋書。本論梵本據稱有十萬頌已不存，僅漢譯本傳世。 
公元2世紀左右迦濕彌羅國（現今喀什米爾）論師編撰此论，他们尊奉此论而被稱作毘婆沙宗，把此论宣揚成為說一切有部的最高論書。

## 名稱
毘婆沙，是一種佛教註釋書名稱，主要用於對阿毘達摩論書的註解。《大毘婆沙論》主要是《發智論》的註解書，故稱毘婆沙。

## 作者
傳說佛滅後四百年，迦膩色迦王（約公元2世紀）時，有諸多異議，部執不同。脇尊者於迦濕彌羅（罽賓）發起結集，其中有五百賢聖，世友志求菩薩，奉為上座，餘為阿羅漢，結集三藏並造注釋。解釋《阿毘達磨藏》的就是《大毘婆沙論》，計十萬頌。一說，佛滅後六百年，北天竺有五百阿羅漢，造《大毘婆沙論》抑止眾說，計十萬餘偈。
《婆藪槃豆法師傳》稱《大毘婆沙論》是佛滅度後五百年中，由《發智論》作者迦多衍尼子親作解釋，諸阿羅漢及諸菩薩共研辯義，馬鳴著文。
另一說法稱，有三阿羅漢，尸陀槃尼、達悉和鞞羅尼，撰《毘婆沙》，廣釋《阿毘曇》。達悉的風格迷而近煩，鞞羅要而近略，尸陀最折中。
多羅那他《印度佛教史》提出兩種說法，一是優婆毱多時諸阿羅漢共同編著，另一是第二次結集時耶舍和薩婆迦摩等所造。然後又說，西藏人說是薩婆迦摩和鳩浮闍等五百阿羅漢在北方賓陀山那吒婆吒羅寺所造，是將上二說揉合而成。
現代研究者認為《大毘婆沙論》的編成時間應是在迦膩色迦王之後，龍樹之前編成，大約在公元2世紀，或更進一步推定為公元150年前後。而且其編寫曾有多個不同版本。

## 譯本
漢譯本中，有三種《大毘婆沙論》傳本：
- 《鞞婆沙論》，或題作《廣說》，尸陀槃尼造，梵本一萬一千七百五十二首盧，跋澄背誦、難提寫出。公元383年（前秦建元十九年），僧伽跋澄口誦，曇摩難提筆受梵文，佛圖羅剎譯傳，敏智筆受，祕書郎趙政正義，14卷。據道安所說，「經本甚多，其人忘失」，唯阿毘曇十門分別所依據的四十事仍然記得，是前四十處，後二處是忘失之中仍剩遺者[16]。公元389或390年，僧伽提婆改正舊譯，更出《鞞婆沙論》[14]。
- 《阿毘曇毘婆沙論》，或題作《阿毘曇八犍度毘婆沙》，五百阿羅漢造，梵本十萬餘偈，道泰攜回。公元425年，浮陀跋摩共道泰於北涼譯出，智嵩、道朗等三百餘人考文詳義，至427年譯畢，共100卷。因北涼京城兵亂散佚，現存60卷，相當於唐譯本第一至一百一十一卷[17]。
- 《阿毘達磨大毘婆沙論》，或題作《阿毘達磨發智大毘婆沙》，五百阿羅漢造，梵本十萬頌，玄奘攜回。公元656年（顯慶元年）唐玄奘譯出，嘉尚、大乘光等筆受，又有多位沙門執筆、綴文、證義、正字，至公元659年譯畢，共200卷[18]。1940年代，法尊将其译成藏文。據研究，奘譯本的版本，與二百年前的版本相比，又有所增改[14][15][13]。

《鞞婆沙論》是《大毘婆沙論》的部分譯出，其主要內容是解釋《發智論》十門分別所依據的四十事，共計四十處，相當於唐譯本「結蘊」中的「不善納息」的前半（第四十六至五十卷）和「十門納息」的前半（第七十一至八十六卷）。加上中陰（位於唐譯本「結蘊」的「有情納息，第六十九至七十卷）和四生（位於唐譯本「業蘊」的「害有納息」，第一百二十卷），而成為四十二處。

### 結構
《大毘婆沙論》的第一卷為序，說明造《發智論》之緣由。第二卷至第二百卷是對《發智論》的廣釋，其中詳盡涵蓋了對當時教義論題的各種異說，包括補特伽羅論者、分別論者、法藏部、化地部、飲光部、大眾部等，非佛教的數論派、勝論派等，以及說一切有部自家重要論師和譬喻師的觀點，並從說一切有部迦濕彌羅論師的立場對種種說法加以評定，有時則只列舉異說而未特別偏向某種說法。玄奘譯畢後，附上二頌說明此論之由來和迴向功德。

### 考證
日本學者西義雄、桝田善夫主張，玄奘譯《阿毘達磨大毘婆沙論》與北涼浮陀跋摩譯《阿毘曇毘婆沙論》，兩書來自不同傳承。玄奘譯本屬於迦濕彌羅派傳承，而北涼譯本則來自於非迦濕彌羅派的傳承。

## 相關著作
根據《三論玄義》，有阿羅漢名為法勝（Dharmaśreṣṭhin），嫌《大毘婆沙論》太博，略撰要義二百五十偈，名為《阿毘曇心論》。在這之後，又有法救（Dharmatrāta）嫌《毘婆沙》太博《毘曇心》極略，更撰三百五十偈，合《毘曇心》為六百偈，名為《雜阿毘曇心論》。
4、5世紀時，世親造《俱舍論》概括《大毘婆沙論》的要點，又擇取經量部的觀點對其要點加以評說，本頌（kārikā）六百頌，釋文（bhāsya）八千頌。在這之後，眾賢造《順正理論》護衛《大毘婆沙論》的教理，依《俱舍論》之本頌次第廣釋，計二萬五千頌，又造《顯宗論》作為略論。
西藏的宗義書（藏語：grub-mtha'）中稱遵循《大毘婆沙論》者為毘婆沙宗，並在這類書籍中介紹其學說綱要。

## 註解
1. ↑  《根有律雜事》譯為名稱Yaśas，《巴利律》稱Yasa-Kākandakaputta
2. ↑  《根有律雜事》譯為樂欲Sarvakāma，《巴利律》稱Sabbakama
3. ↑  《根有律雜事》譯為曲安Kubjita，《巴利律》稱Khujjasobhita
4. ↑  北方賓陀山（Vindhya）那吒婆吒羅寺（Naṭabhaṭikā）。同書第四章「優波崛多時代」提到名為那吒（*Naṭa）與婆吒（*Bhaṇṭa）的商賈，常時讚嘆優波崛多，乃以尸羅山（*Śira）之那吒婆吒羅寺（Naṭabhaṭikā）奉獻。《阿育王傳》說優波崛多住在優留曼茶山（Urumuṇḍa）中阿蘭若處，名那茶婆低（Naṭabhaṭikā）。
5. ↑  《發智論》作四十二章，其異出本《八犍度論》作四十章，即是《鞞婆沙論》中的四十處，道安〈鞞婆沙序〉稱為小品十五事和大品二十五事。四十二章（或四十章）是阿毘達磨的本母，為組織阿毘達磨的重要架構。因為傳本不同，而有四十、四十二之差異[19][20]。對四十二章予以十門分別的內容，則在唐譯本《大毘婆沙論》第八十六至九十二卷[20]。

## 外部連結
- 《阿毘達磨大毘婆沙論》相關論著初探
- 讀《大毗婆沙論》札記 （页面存档备份，存于）